# 澳門自來水
澳門自來水股份有限公司（葡萄牙語：Sociedade de Abastecimento de Águas de Macau，簡稱澳門自來水、SAAM、Macao Water），是澳門一家私營機構，擁有澳門之供水專營權，包括從位於澳門特別行政區內及其以外地區的水源引水、輸送、儲存及處理原水，並將已處理的水輸送及儲存，亦會分配已處理的水或原水予特定用戶。

## 公司簡介

### 股權分佈
|                   |                   |                   |                   | 蘇伊士環境 50%股份 | 蘇伊士環境 50%股份 | 蘇伊士環境 50%股份 | 蘇伊士環境 50%股份 | 蘇伊士環境 50%股份 | 蘇伊士環境 50%股份 |                                 |                                |                                |                                | 新創建集團有限公司 50%股份     | 新創建集團有限公司 50%股份     | 新創建集團有限公司 50%股份 | 新創建集團有限公司 50%股份 | 新創建集團有限公司 50%股份 | 新創建集團有限公司 50%股份 |  |  |  |  |  |  |  |  |  |  |  |  |
|                   |                   |                   |                   | 蘇伊士環境 50%股份 | 蘇伊士環境 50%股份 | 蘇伊士環境 50%股份 | 蘇伊士環境 50%股份 | 蘇伊士環境 50%股份 | 蘇伊士環境 50%股份 |                                 |                                |                                |                                | 新創建集團有限公司 50%股份     | 新創建集團有限公司 50%股份     | 新創建集團有限公司 50%股份 | 新創建集團有限公司 50%股份 | 新創建集團有限公司 50%股份 | 新創建集團有限公司 50%股份 |  |  |  |  |  |  |  |  |  |  |  |  |
|                   |                   |                   |                   |                    |                    |                    |                    |                    |                    |                                 |                                |                                |                                |                                |                                |                            |                            |                            |                            |  |  |  |  |  |  |  |  |  |  |  |  |
|                   |                   |                   |                   |                    |                    |                    |                    |                    |                    | 中法控股(香港)有限公司 100%股份 |                                |                                |                                |                                |                                |                            |                            |                            |                            |  |  |  |  |  |  |  |  |  |  |  |  |
|                   |                   |                   |                   |                    |                    |                    |                    |                    |                    |                                 |                                |                                |                                |                                |                                |                            |                            |                            |                            |  |  |  |  |  |  |  |  |  |  |  |  |
|                   |                   |                   |                   |                    |                    |                    |                    |                    |                    |                                 |                                |                                |                                |                                |                                |                            |                            |                            |                            |  |  |  |  |  |  |  |  |  |  |  |  |
| 中法水務 100%股份 | 中法水務 100%股份 | 中法水務 100%股份 | 中法水務 100%股份 | 中法水務 100%股份  | 中法水務 100%股份  |                    |                    |                    |                    | 澳門自來水股份有限公司 85%股份  | 澳門自來水股份有限公司 85%股份 | 澳門自來水股份有限公司 85%股份 | 澳門自來水股份有限公司 85%股份 | 澳門自來水股份有限公司 85%股份 | 澳門自來水股份有限公司 85%股份 |                            |                            |                            |                            |  |  |  |  |  |  |  |  |  |  |  |  |

## 澳門食水供應及處理

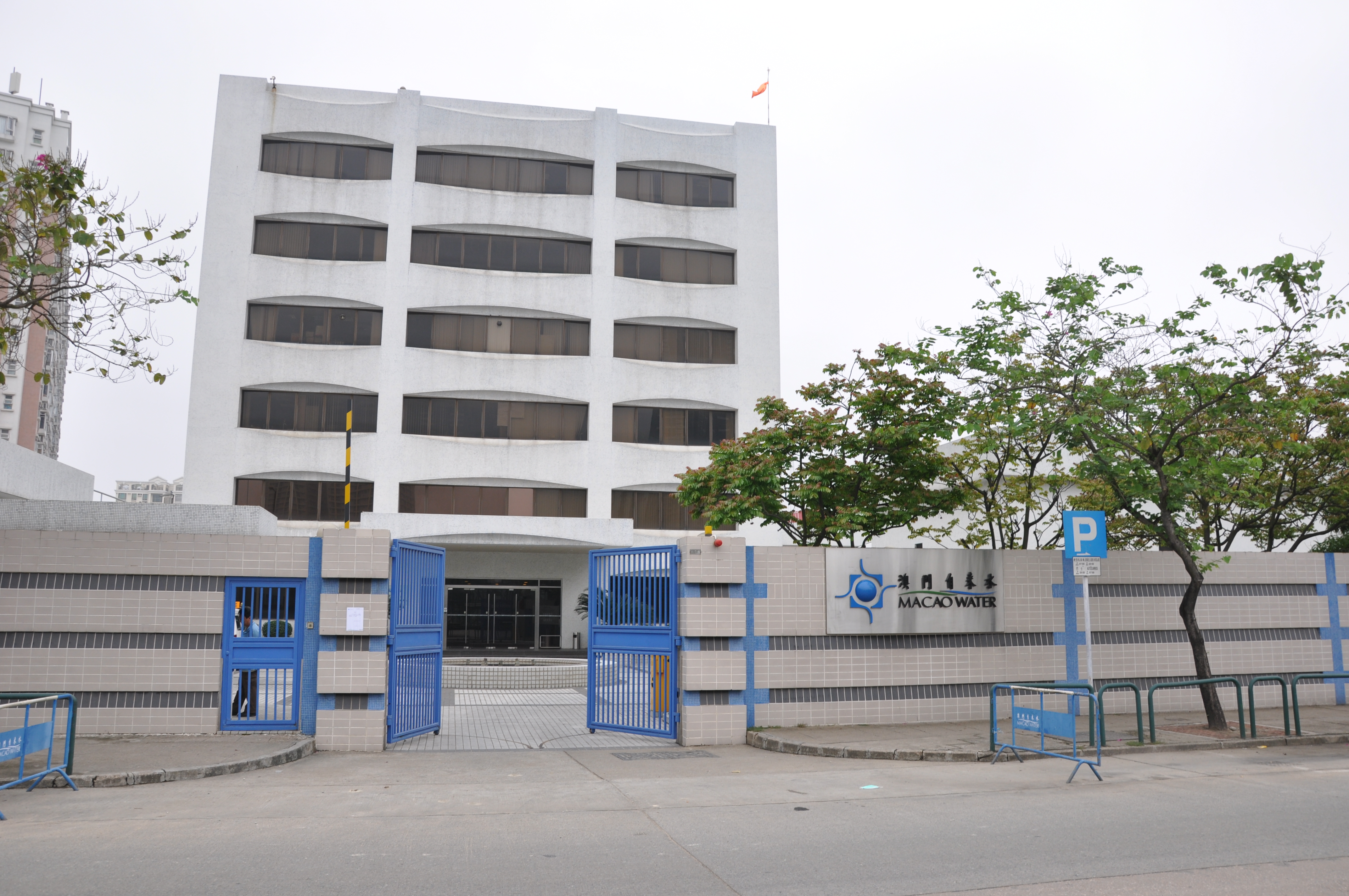
澳門自來水行政大樓

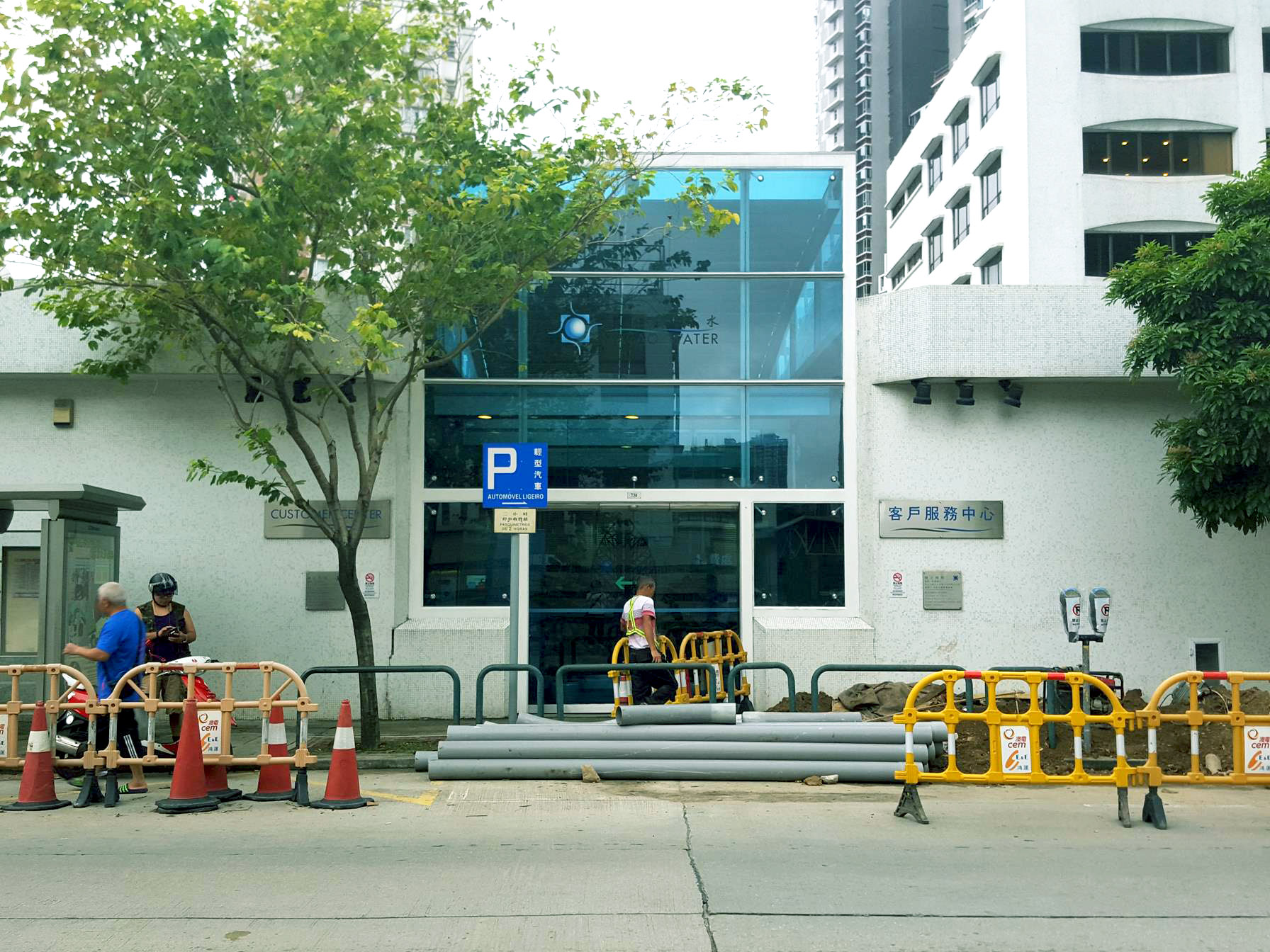
澳門自來水客戶服務中心

### 供水來源[2]
澳門的食水絕大部份是來自中國珠海市的西江磨刀門水道的原水（未經處理的食水），經由洪灣泵站至珠海竹仙洞水庫，而剩餘的原水就會貯存於蛇地坑水庫、銀坑水庫及南屏水庫，用作緊急以及在乾旱季節、鹹潮時作調淡化鹹之用。
由於竹仙洞水庫地勢較高，原水得經由兩條直徑一米（共可日供原水約十九萬立方米）及一條直徑一米六（可日供原水約二十四萬立方米）的輸水管流入澳門青洲及大水塘食水處理廠，以及貯存於新口岸大水塘水庫內。
磨刀門原水供應系統地處珠海市西江東側，引水閘位於掛定角。整個系統自洪灣西側，橫貫南屏、灣仔兩區至竹仙洞水庫。再分別流向澳門青洲食水處理廠及珠海拱北地區。由掛定角引水閘至澳門青洲水廠，全長約二十公里。於冬春枯水期間，磨刀門原水系統會利用位於掛定角上游二十公里處的平崗泵站抽取原水並加壓輸送至掛定角引水閘內，以應付鹹潮。
在缺乏水源的情況下，澳門絕大部份原水一向依賴中國大陸提供。為確保有足夠的原水供澳門地區使用，澳門自來水股份有限公司與珠海市有關部門協商並達成從內地購買大量原水的協議。

### 供水設施[3]

#### 食水處理廠
- 青洲水廠
- 大水塘一期水廠
- 大水塘二期及三期水廠
- 路環水廠
- 石排灣水廠

#### 貯水庫
- 大水塘
- 石排灣水庫
- 九澳水庫
- 黑沙水庫
- 松山50米配水庫
- 松山70米配水庫
- 氹仔50米配水庫
- 氹仔70米配水庫

#### 原水泵站
- 回力泵站

#### 處理水泵站
- 青洲泵站
- 大水塘泵站
- 大水塘水廠二期泵站
- 松山50米泵站
- 氹仔50米泵站
- 西灣泵站
- 石排灣清水加壓泵站

### 水處理技術[4]

#### 青洲水廠
澳門自來水的第一個水處理廠，於1936年開始營運，並在1986年重新改造擴建，現時總產水量為每日18萬立方米，其中分為13.5萬和4.5萬兩大水處理系統。整個處理過程利用中央控制室遠端控制，並24小時監控整個服務網絡。

##### 青洲 13.5 萬水處理系統
- 水處理過程：混凝 → 沉澱 → 過濾 → 消毒
- 特別的處水技術：V型濾池
  - 高效率、深層、沙濾
  - 高效且經濟省水的反沖洗

##### 青洲 4.5 萬水處理系統
- 水處理過程：混凝 → 澄清 → 過濾 → 消毒（與13.5萬水處理系統過程大致相同，唯一分別是不需要獨立的凝聚區和絮凝區）
- 特別的處水技術：脈沖澄清池
  - 高效率、結構緊湊、污泥床
  - 同時進行混凝和絮凝
  - 能處理不同來源的原水

#### 大水塘水廠一期
1998年，位於漁翁街的新口岸大水塘水廠一期投入運作，產水量為每日6萬立方米。
- 水處理過程：混凝 → 直接過濾 → 消毒
- 特別的處水技術：雙層濾料濾池
  - 採用無煙煤和沙層進行直接過濾，生產出可靠、優質食水
  - 高效率、複雜、符合經濟效益

#### 大水塘水廠二期及三期
為應付更大的用水需求，大水塘水廠於2007年1月開展擴建工程。大水塘水廠二期在2008年9月舉行開幕式並投入生產，每日產水6萬立方米。在2015年初，該水廠通過第三期的擴建工程，將每日的總產量提升至12萬立方米，並正式命名為大水塘水廠二期及三期，以滿足澳門未來的用水增長。
- 水處理過程：混凝 → 氣浮 → 超濾 → 消毒
- 特別的處水技術：超濾技術
  - 提供一個物理屏障，隔離大量的懸浮微粒，如細菌、病毒和病原體
  - 創新、結構緊湊、靈活、符合成本效益
  - 濁度小於0.2NTU（國際飲用水標準為1NTU）

#### 路環水廠
路環水廠於2006年更新重建，並於2007年3月投入運作，產水量為每日3萬立方米。
- 水處理過程：混凝 → 氣浮 → 超濾 → 消毒
- 特別的處水技術：高效氣浮
  - 能有效去除低密度固體，如藻類
  - 高效率、高效能、結構緊湊
  - 濁度小於0.2NTU （國際飲用水標準為1NTU）

## 外部連結
- 澳門自來水公司官方網站[永久]／facebook專頁